# 236 (nombre)
Cet article concerne le nombre 236. Pour l'année, voir 236.
236 (deux cent trente-six) est l'entier naturel qui suit 235 et qui précède 237.

## En mathématiques
deux cent trente-six est :
- la fonction de Mertens retourne 0 pour ce nombre,
- un nombre nontotient.

## Dans d'autres domaines
deux cent trente-six est aussi :
- Années historiques : -236, 236